# Aculops thymi
Aculops thymi är en spindeldjursart som först beskrevs av Alfred Nalepa 1889.  Aculops thymi ingår i släktet Aculops, och familjen Eriophyidae. Arten är reproducerande i Sverige.